# Municipio de Coldwater (condado de Branch)
El municipio de Coldwater (en inglés: Coldwater Township) es un municipio ubicado en el condado de Branch en el estado estadounidense de Míchigan. En el año 2010 tenía una población de 6102 habitantes y una densidad poblacional de 82,04 personas por km².

## Geografía
El municipio de Coldwater se encuentra ubicado en las coordenadas 41°57′48″N 84°58′3″O / 41.96333, -84.96750. Según la Oficina del Censo de los Estados Unidos, el municipio tiene una superficie total de 74.38 km², de la cual 71,34 km² corresponden a tierra firme y (4,09 %) 3,04 km² es agua.

## Demografía
Según el censo de 2010, había 6102 personas residiendo en el municipio de Coldwater. La densidad de población era de 82,04 hab./km². De los 6102 habitantes, el municipio de Coldwater estaba compuesto por el 78,35 % blancos, el 19,55 % eran afroamericanos, el 0,44 % eran amerindios, el 0,54 % eran asiáticos, el 0,54 % eran de otras razas y el 0,57 % eran de una mezcla de razas. Del total de la población el 2,9 % eran hispanos o latinos de cualquier raza.